# في الجسم الحي

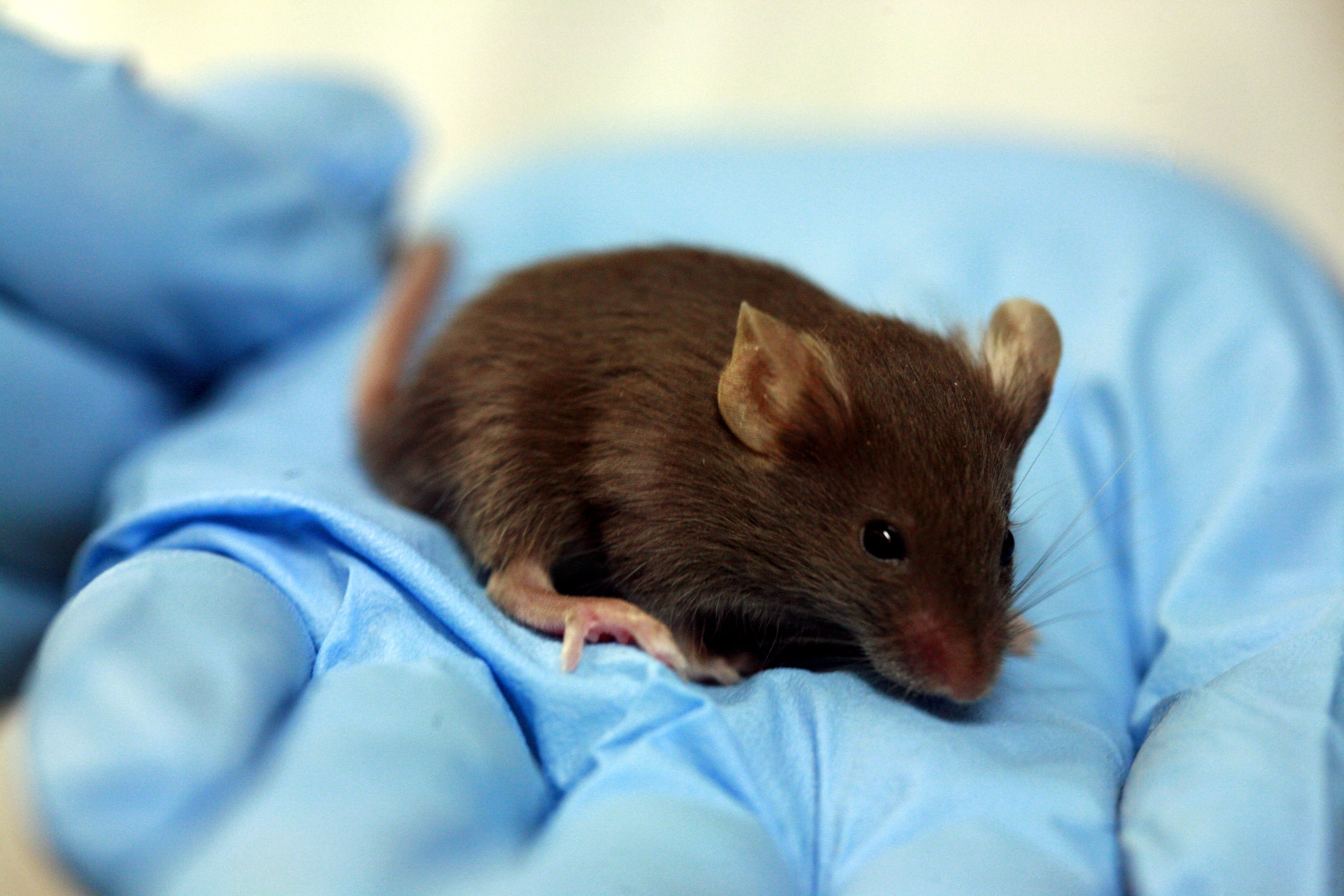

في الجسم الحي أو في الوسط الحيوي (باللاتينية: in vivo) يطلق هذا المصطلح على العمليات والتفاعلات الحيوية وأحيانا التعديلات التي تحدث على الكائن الحي إما في بيئته أو داخل جسمه.
فعلى سبيل المثال إذا كان النبات ينمو في بيئته الطبيعية في التربة بنفس الظروف يكون ناميًا في الحيوية، أما إذا كان ينمو في المعمل أو في المصانع في بيئة صناعية وظروف مشابهة لظروفه الطبيعية فهو ينمو صناعيًا «في المختبر» in vitro.

## اقرأ أيضا
- خارج الحيوية
- في الرحم
- في السيليكون
- في الموقع